# 원격 교육

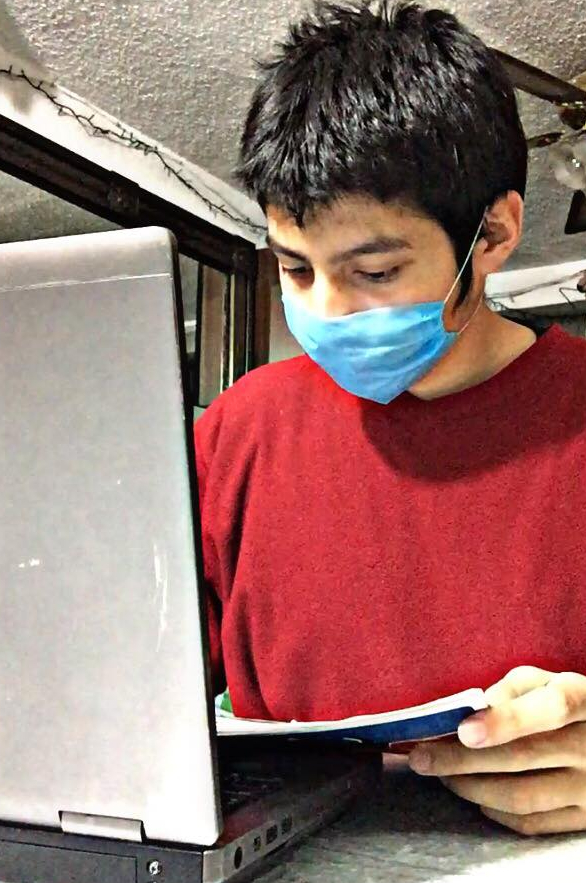
코로나19 범유행 기간 동안 원격 교육을 받는 멕시코 학생.

원격 교육(遠隔敎育, distance education)은 교수자와 학습자가 직접 대면(face-to-face)하지 않고 인쇄교재, 방송교재, 오디오나 비디오교재, 통신망 등을 매개로 하여 교수·학습 활동을 하는 형태의 교육이다. 시간적, 공간적 제약을 받지 않고 원하는 시간에 원하는 장소에서 학습할 수 있는 교육이다. 개방대학이나 방송통신대학 같은 고등교육기관과 기업체 연수, 통신 강좌 같은 사회교육 프로그램에 널리 활용된다.

## 개요
컴퓨터나 인터넷이 본격적으로 활용되기 이전에는 인쇄매체나 방송을 통한 원격교육을 시행하였다. 즉, 일정한 시간에 강의내용을 공중파를 이용하여 방송하면, 학생들은 이를 실시간으로 청취하거나 녹음 또는 녹화를 해서 학습하기도 하였다. 그러나 최근에는 인터넷이 발달되어 이처럼 초창기의 원격교육이 갖고있는 일방향성을 극복하고 양방향(two-way)의 상호작용이 가능하게 되었다. 학생들은 원격교육을 지원하는 사이트에 접속하여 교사로부터 영상 강의를 듣기도 하고 학습과 관련된 많은 자원과도 상호작용하면서 보다 능동적으로 학습에 참여할 수 있다. 그뿐만 아니라 인터넷을 활용한 원격 교육체제에서는 방송 원격교육에서는 어려웠던 협동학습(cooperative learning)도 가능하게 되었다.

## 원격 교육의 종류
- #E-Learning(Electronic Learning)[1]: 정보통신기술을 통해 시간과 장소에 구애받지 않고 공급자 위주의 방식에서 벗어나 지속적인 학습 콘텐츠와 강사, 전문가 및 학습자간에 학습공동체를 구성하여 수준별 학습이 가능한 인터넷 기반 교육을 말한다.
- #M-Learning(Mobile Learning)[2]: 이동성을 강조하는 교육 및 학습 환경을 지칭하며 PDA(Personal Digital Assistant), 태블릿 컴퓨터, 스마트 폰과 같은 이동성이 있는 무선 매체를 활용하는 교육을 말한다.
- #U-Learning(Ubiquitous Learning)[3]: 인간을 중심으로 어디에서나 존재하는 컴퓨터 환경을 활용하는 교육 및 학습 환경을 지칭한다.

## 원격 교육의 특징[4]
원격 교육의 특징은 크게 5가지로 요약될 수 있다.
- 정보통신기술: 정보통신기술의 발달로 인해 인터넷을 통한 원격 교육이 가능해졌다.
- 교수자와 학습자의 다양한 상호작용: 교수자와 학습자 간의 양방향의 상호작용이 가능하게 되었다.
- 개방성: 학습자가 원하는 시,공간에서 학습할 수 있다.
- 융통성: 학습자 스스로의 욕구에 따라 자율적인 방법과 진도를 결정할 수 있다.
- 분산성: 학습자들이 여러 곳에 나누어진 학습자원들을 활용할 수 있다.

## 교육 매체
교육의 매체는 의사소통 기술의 발전과 함께 다양하게 개발되어왔다.
- 인쇄매체
- 오디오 카세트
- 비디오 테이프
- 라디오
- 텔레비전 방송
- 채팅
- 동영상 파일
- 오디오 파일
- 음성회의
- 화상회의
- 컴퓨터
- 스마트폰

## 원격교육 관련 이론
1. 독립성과 자율성 이론
2. 교수의 산업화 이론
3. 상호작용과 의사소통 이론
4. 학습공간 확장이론

## 원격교육 관련 논쟁
원격교육이 활성화되자 이와 관련하여 많은 학자들의 찬반 논쟁이 펼쳐지게 되었다.
- 반대
- 1. 닐 포스트만: 참된 교육은 교수와 학생 간의 직접적인 상호작용으로 이루어지며, 원격 교육은 사제지간의 상호작용을 해치는 도구라고 주장한다. 교실이라는 것은 인간의 자아를 길들이고 개인과 타인을 연결하며 집단의 가치와 책임감, 배려를 보여주는 공간이며 원격교육은 오히려 디지털 빈부격차를 야기한다고 주장했다. 그는 가진 자들은 대면 교육을 받으며 가난한 자들이 온라인 강의로 내몰리고 있는 현상에 대해 분개했다. 따라서 닐 포스트만은 원격교육을 반대하며 이는 단지 개인의 문제 해결 능력만을 강조하고 순전히 상업적인 이해에서 대량 생산과 표준화라는 낡은 시대로 퇴보해가는 경향이라고 주장한다.

- 찬성
- 1. 마크 포스터: 원격 교육은 세계를 하나로 이어주는 정보통신망과 같으며 평등을 실현하는 유일한 교육의 길잡이 역할을 한다고 주장했다. 그는 원격 교육에 대해 찬성했는데, 원격교육이 성별, 나이, 재산, 지역, 신체조건을 막론하고 평등의 원리에 입각하여 전 세계 사람들에게 교유그 삶의 질 향상의 기회를 제공한다고 이야기한다. 또한 사이버대학이 오히려 새로운 기회를 창출할 수 있으며 교육비용을 감소시키는데 기여한다고 주장한다. 원격교육을 실시하게 되면 인건비, 건물에 들어가는 비용등 관리비가 절감되어 보다 질 높은 교육 서비스에 이바지할 수 있기 때문이다. 마크 포스터는 원격교육이 정보통신기술을 활용하여 타국과의 사이버 교육 프로그램의 개발 및 효과를 공유함으로써 전 세계 교육의 발전에 기여할 수 있기 때문에 장려하고 있다.

## 원격교육의 대안
- 학습자에게 적합한 E-Learning을 위한 인프라를 구축해 개인별 맞춤 사이버 수업을 제공한다.
- 체계적으로 설계된 콘텐츠(멀티미디어 정보 제공, 하이퍼텍스트/하이퍼미디어, 가독성 있는 시각적 설계)를 개발한다.
- 효과적인 상호작용을 위한 교수자와 학습자 모두의 참여와 노력이 필요하다.
- 학생들의 정서적 발달을 위한 기회를 제공한다.

## 원격교육의 사용예시
- #Khan Academy[5]

칸 아카데미(Khan Academy)는 2006년 살만 칸이 만든 비영리 교육 서비스이다. 초·중·고교 수준의 수학, 화학, 물리학부터 컴퓨터공학, 금융, 역사, 예술까지 4000여개의 동영상 강의를 제공하고 있으며, 미국 내 2만여개 학급에서 교육 자료로 쓰이고 있다. 2012년 방문자는 4300만여 명으로, 65%가 미국, 나머지 35%는 전 세계 210여개국에서 왔다. 빌앤멜린다게이츠재단, 자선사업가 앤 도어, 리드 헤이스팅스 넷플릭스 최고경영자, 멕시코 통신갑부 카를로스 슬림, 맥콜맥베인재단, 발할라재단, 오설리반재단 등의 기부금으로 운영된다.
칸아카데미는 광고를 제공하지 않고, 수업도 무료로 제공하는 방식을 고집하고 있다. 운영비는 후원을 통해 얻는다. 이미 30여개 기업으로부터 투자와 후원을 받았다. 빌앤멜린다게이츠재단, 구글, 자선사업가 앤 도어, 리드 헤이스팅스 넷플릭스 최고경영자 등이 칸아카데미 투자자 목록에 이름을 올렸다. 칸아카데미 사용자 중 70%는 미국 사용자다. 하지만 최근에는 전세계 서비스로 확대되고 있고, 특히 인도, 브라질, 남아프리카에서 사용자들이 늘어나고 있다. 이런 추세에 맞춰 칸아카데미 콘텐츠는 36개 언어로 번역해 제공 중이다. 이미 스페인어, 프랑스어, 포루트갈어와 관련한 번역 작업도 완료됐다. 칸아카데미 한국어 웹사이트도 존재한다. 주로 초·중학생을 위한 수업들이 번역돼 올라와 있다. 번역은 자원봉사자의 재능기부로 이뤄진다.
칸아카데미는 학생들에게 동기부여를 높여주기 위해 게임도 활용한다. 강의 영상을 많이 볼수록 점수가 올라가고, 학생은 일정 점수를 얻을 때까지 문제를 많이 풀거나 영상을 계속 봐야 한다. 강의 밑엔 댓글창을 만들어 자유롭게 질문과 답변을 할 수 있도록 장려하고 있다. 단순히 문제를 배우고 강의를 듣는 것 외에 직접 무엇인가 만들어보고 실습을 하는 강의도 있다. 특히 컴퓨터과학과 관련된 수업에서 실습 과정을 적극 활용하고 있다.
칸아카데미는 교사를 도울 수 있는 콘텐츠에도 투자하고 있다. 교사는 칸아카데미에서 페이지를 따로 만들어 자신의 반 학생들이 어떤 수업을 듣고 있는지, 진도는 어디까지 나갔는지 확인하고 관리할 수 있다. 좀 더 효율적인 교수법을 알려주는 동영상 수업도 제공한다. 2015년 5월에는 칸아카데미에 들어갈 콘텐츠를 교사와 함께 만들기 위한 ‘탤런트 서치’라는 대회를 개최하기도 했다.
온라인에 머물렀던 칸아카데미의 철학은 오프라인 현장으로 확장되고 있다. 칸 아카데미는 ‘칸랩스쿨(Khan Lab School)’이라는 학교도 설립했다. 칸랩스쿨엔 5~12살 학생만 입학할 수 있다. 2014년 공개된 이 학교엔 현재 학생 50여명이 다니고 있다. 2015년부터는 입학생을 90여명으로 늘릴 예정이다. 칸랩스쿨은 칸아카데미의 교육 철학을 실험하는 연구학교로 활용될 예정이다. 칸랩스쿨은 공식 홈페이지를 통해 “칸랩 스쿨에서는 개인 맞춤형 수업이 제공되고, 나이에 따라 반을 나누지 않는다”라며 “시험으로 성적을 매기지 않으며, 협업을 중시하고 프로젝트 중심의 수업이 진행된다”라고 소개했다.
- #Coursera[6]

2010년 온라인 공개 수업이 등장한 이후부터 전세계적으로 온라인 교육 시장이 새롭게 각광받고 있다. 그 중 코세라는 단연 MOOC를 부흥시킨 선두주자다. 현재 다양한 실험과 대학과의 협업으로 MOOC 산업을 발전시키고 있다.코세라는 처음에는 컴퓨터과학 분야 강의가 많았지만 지금은 비즈니스, 언어, 경영, 인문학 등 보다 다양한 강의를 제공하고 있다. 현재 코세라와 제휴한 대학은 149곳이며, 이들이 제작한 강의는 2천개가 넘는다. 듀크대학, 존스홉킨스대학, 미시간주립대학, 와튼스쿨 등이 대표적으로 코세라에 제공하고 있으며, 유명 사립대들의 강의를 대부분 볼 수 있다.코세라 강의의 분량은 짧게는 4-6주, 길게는 4-6개월 과정으로 구성된다. 과거에는 강의실에서 진행되는 강의를 녹화하는 경우가 많았지만, 최근엔 온라인용 강의를 별도로 제작해 올리는 경우도 많다. 짧은 과정의 강의는 대부분 자신이 원하는 시기에 강의를 시작하면서 자유롭게 들을 수 있다. 긴 과정의 강의는 특정 시기에 시작하고 끝내야 하는 강의가 대부분이며, 영상을 시청해야 할 기간과 과제 마감일이 따로 주어지기도 한다.
코세라의 최초 수익 모델은 ‘수료증’ 판매다. 코세라는 접근성을 중요시 여기기 때문에 기본적으로 모든 강의를 무료로 볼 수 있게 공개한다. 강의만 무료로 듣고 싶다면 ‘청강’버전을 등록하면 된다. 코세라 강의에선 프로젝트나 과제 등을 제공할 수 있는데, 교수나 조교의 피드백을 받기 위해선 유료로 강의를 등록해야 한다. 강의 영상을 다 듣고, 과제도 성실히 수행하면 수료증이 나오는데, 수료증을 받기 위해서도 비용을 내야 한다. 유료 강의는 대부분 29-99달러 수준이다.
온라인 석사 학위 프로그램도 있다. 이는 일리노이대학과 코세라가 실험적으로 진행하는 프로젝트다. MBA 과정과 데이터과학 석사과정만 공개됐다. 이 프로그램은 학사학위 소지자만 지원할 수 있고, 일리노이대학은 온라인 강의임에도 불구하고 지원자의 추천서, 이력서, 영어 성적 등을 고려해 수강생을 선별한다. 온라인 석사학위 프로그램을 전부 이수하기 위해서는 1~3년의 시간이 필요하며, 등록금은 1만5천-2만5천 달러가 필요하다
2016년 이후 코세라는 다양한 변화를 맞이하고 있다. 먼저 코세라 설립자들은 경영진에서 물러났으며, 새로운 인물들이 코세라를 이끌고 있다. 현재 코세라 CEO는 예일대 회장을 지낸 릭 레빈(Rick Levin)이 맡고 있으며 인텔, 이베이, 넷플릭스, 구글 등에서 오랫동안 근무했던 전문가들이 코세라 경영진으로 합류했다. 다프네 콜러 교수는 바이오테크 스타트업으로, 앤드류 응 교수는 중국 기업 바이두에 합류해 대규모 데이터를 분석·관리하고 있다.
강의 종류도 다양해지고 있다. 2016년부터 코세라는 ‘능숙하게 e메일과 메모를 작성하는 법’, ‘인포그래픽 그리기’, ‘이력서 쓰는 법’, ‘논문 작성법’ 등 실용적이면서 프로젝트 중심의 수업을 공개하고 있다. 독특한 예술 강의도 눈에 띈다. 그동안 프로젝트 중심 MOOC 수업은 대부분 IT 관련 내용이었지만 최근엔‘만화책 만들기’, ‘TV 파일럿 프로그램을 위한 작가 수업’, ‘전자음악 만들기’ 수업도 공개됐다. IT 수업도 ‘안드로이드 앱 개발하기’같은 일반적인 수업도 있지만 ‘1주일 만에 웹사이트 만들기’같은 단기 개발 강의도 눈에 띈다. 코세라는 이러한 수업으로 수료율을 높이는 동시에 유료 수강생을 모으는 효과를 기대하는 것으로 보인다.
- #Udacity[7]

유다시티(udacity)는 온라인 공개 수업 업계에서 ‘선택과 집중’ 마케팅을 가장 잘 펼치고 있는 기업이다. 설립 초기에는 경쟁업체인 코세라(coursera)나 에덱스(edx)와 별반 다름없이 대학 강의를 제공하면서 성공했지만, 이후 온라인 환경에 특화된 강의와 인공지능, 자율주행차 같은 독특한 주제에 집중하면서 입지를 넓히고 있다. 유다시티는 세바스찬 스런), 데이비드 스테븐스, 마이크 소콜스키가 2011년 만든 서비스다. 모두 스탠포드 대학 교수 출신으로, 특히 세바스찬 스런 공동설립자는 CEO로서 유다시티의 핵심 강의와 기업 방향을 이끌었다. 현재 세바스찬 스런은 유다시티 CEO 자리에서 물러났지만, 여전히 유다시티 파트너십을 이끌고 유다시티가 운영하는 컨퍼런스나 대담에서 패널로 자주 등장하고 있다.
세바스찬 스런 교수는 유다시티 이전 스탠포드 대학 컴퓨터과학 교수로 재직하며, 동시에 구글 연구원으로 활동했다. 그는 구글에서 ‘구글X(Google X)’ 프로젝트를 출범시키고, 구글의 자율주행차 기술을 개발하는 데 크게 기여했다. 이러한 그의 경력은 유다시티와 구글이 긴밀히 협력할 수 있는 발판을 만들었고, 구글 내부 개발자와 데이터과학자들이 직접 유다시티를 통해 온라인 강의를 제공할 수 있게 이끌었다. 2011년, 세바스찬 스런 교수는 스탠포드 대학에서 ‘인공지능 입문(Introduction Into AI)’이라는 수업을 무료로 온라인에 공개하면서 본격적으로 MOOC 산업에 뛰어들었다. 5월 19일 열린 ‘서울디지털포럼(SDF)’ 기자간담회에서 그는 “당시 수업은 실험적으로 시도했다”라며 “스탠포드 대학 강의가 전세계로 전달된다면 어떻게 될까 하는 궁금증에서 시작한 것”이라고 온라인 교육 서비스를 시작한 동기를 밝혔다.
유다시티의 교육 브랜드는 나노디그리다. 이것은 오로지 취업을 위한 기술 교육 과정이다. 프론트엔드 웹 개발, 데이터 분석, 통합 웹 개발, 기초 프로그래밍 과정, 머신러닝, VR 개발자 과정 등이 포함돼 있다. ‘디그리(degree)’라는 말에서 보듯, 나노디그리는 대학 수업을 듣는 것처럼 다양한 프로젝트와 숙제를 수강생에게 부과한다. 나노디그리는 현재 유다시티의 핵심 교육 서비스 모델로 성장했다. 이전에 공개했던 무료 강의들은 모두 나노디그리를 수강하기 위한 선수 과목으로 활용하고 있다. 나노디그리가 유난히 관심을 받았던 가장 큰 이유는 강사에 있다. 유다시티에선 ‘구글 개발자가 직접 알려주는 안드로이드 개발’, ‘페이스북 개발자가 알려주는 R 데이터 분석’ 등의 강의를 볼 수 있다. 분량이 짧은 강의는 일부 무료로 제공되고, 긴 강의는 대부분 유료다. 이 외에도 트위터, 오토데스크, 몽고DB, 엔비디아, AT&T 소속 관계자들도 유다시티를 통해 강의를 제공하고 있다. 이를 통해 구직자는 업계에서 필요한 기술을 보다 쉽게 배우고, 기업은 자신들에게 필요한 인재를 사전에 교육시키는 효과를 얻을 수 있었다.
- #mooc 강의[8]

MOOC는 ‘Massive Open Online Course’의 줄임말로 ‘대규모 온라인 공개강좌’ 또는 ‘개방형 온라인 강좌’로 번역된다. MOOC는 온라인을 활용해 언제, 어디서든 양질의 대학 강의를 들을 수 있게 한 새로운 형태의 고등교육 시스템이다.
MOOC의 시초 역시 OCW와 같다. MOOC는 2001년부터 MIT를 중심으로 진행된 교육자원공개운동(OER, Open Educational Resources Movement)에서 시작되었다. 지식나눔의 실천이라는 목표를 가지고 있다는 측면에서 MOOC와 OCW는 유사한 가치를 지향한다고 할 수 있다. 그러나 OCW와 MOOC는 근본적인 차이가 있다. OCW는 온라인상에 강의를 공개하고, 수용자들이 그것을 듣는 것에 그치는 경우가 대부분이다. 일방향적인 온라인 강의 공개 서비스인 것이다. 반면, MOOC는 쌍방향적 온라인 강의 공개 서비스라고 할 수 있다. 예컨대 MOOC는 온라인에서 강의를 들은 수용자들에게 과제와 퀴즈, 토론, 정기적인 평가를 실시하는 등 참여를 유도한다. 아울러 일정 기준을 충족할 경우 수료증을 발급하거나 학점을 인증해 준다. 시간과 장소(국경), 비용에 구애 없이 질 높은 강의를 수강할 수 있게 한 시스템이라는 측면에서 MOOC는 21세기 교육 혁신의 아이콘이라고 할 수 있다. MOOC 강의는 2011년 가을에 처음 제작된 이래 오늘날에 이르고 있다(현대경제연구원, 2014.10.22).
한 주의 강의가 종료되면 주말 평가를 통해 60% 이상의 점수를 획득해야 다음 주차의 강의를 수강할 수 있는데, 재시험은 3회까지 허용된다. 수강생들은 과제로 부여된 에세이를 상호 채점하고, 협동 과제를 수행하거나 토론, 퀴즈 등을 수행함으로써 상호작용성을 극대화할 수 있다. 수강이 종료되면 최종 학점이 부여되는데, 일정 점수 기준을 충족해야 수업을 이수한 것으로 간주되어 유료 증명서(49달러)를 발급받을 수 있다는 특성을 가진다. 국내에서는 카이스트(KAIST) 등이 참여하고 있다.

## 같이 보기
- 사이버 대학
- 교수기계
- 교육 기술